# Laurelville (Ohio)
Pour les articles homonymes, voir Laurelville.
Laurelville est un village américain situé dans le comté de Hocking, dans l’Ohio. Selon le recensement de 2010, sa population est de 527 habitants.